# Mehdiella
Mehdiella är ett släkte av rundmaskar. Mehdiella ingår i familjen Oxyuridae.